# Ciao! Manhattan
Ciao! Manhattan é um filme avant-garde de 1972. No elenco, o filme traz Edie Sedgwick, uma das "superestrelas" de Andy Warhol. Apesar de não ser um documentário, o filme centra em um personagem muito próximo de Edie Sedgwick, lidando com a dor do vício e a sedução da fama.

## Sinopse
Escrito e dirigido pelos cineastas John Palmer e David Weisman, Ciao! Manhattan é um conto semi-biográfico de Edie Sedgwick, a atriz ícone da contracultura dos anos 60.
O filme segue a jovem Susan Superstar (Sedgwick) em suas tumultuárias festas em Manhattan, no tempo em que ela era ainda uma das "super-estrelas" de Andy Warhol. Através dos relatos de Edie Sedgwick (gravados em áudio) sobre os tempos da "The Factory" de Andy Warhol, e através também das filmagens inacabadas de um filme que ela começou em 1967, o filme captura a completa deterioração do alter-ego ficcional de Sedgwick. No entanto, as semelhanças entre Edie Sedgwick e a vida de Susan (personagem que ela interpreta no filme), especialmente quando recontadas pela própria Edie Sedgwick, em meio ao uso de drogas, faz do filme um retrato sincero dos excessos da celebridade, o que é realmente assustador.
O filme é dedicado em memória da atriz Edie Sedgwick, e termina com as manchetes anunciando a sua morte na vida real.

## 30 anos do filme e o relançamento em DVD
Desde o tempo de seu lançamento original, Ciao! Manhattan tornou-se um grande clássico do cinema cult. E o fato de este ter sido o último filme da atriz Edie Sedgwick, fez com que ele se tornasse um grande sucesso.
No dia 19 de julho de 2002, exatamente 30 anos após a sua première - que, a título de curiosidade, ocorreu em Amsterdam -, o filme voltou ao "New York's Cinema Village". Em outubro de 2002, a Plexifilm lançou uma edição especial (em DVD) com material nunca antes lançado, que contém entrevistas, fotos raras e uma filmagem feita em 35 mm.